# Western Railway Corridor
Il Western Railway Corridor (WRC) o Conair Iarnróid an Iarthair (CII) è un insieme di linee ferroviarie della costa occidentale della Repubblica d'Irlanda. Al 2012 solo due tratti, quello da Limerick a Athenry e quello da Collooney a Sligo, in comune con la ferrovia Dublino-Sligo, sono aperti.

## Storia
Il Western Railway Corridor comprende un gruppo di linee ferroviarie costruite dalla Great Southern and Western Railway (GS&WR) nel XIX secolo, che collegavano la costa ovest da Limerick a Sligo. Tra le città servite dalla WRC si annoverano Ennis, Gort, Athenry, Tuam e Claremorris. La linea incrocia la Westport-Portarlington, presso la stazione di Athenry, e la Galway-Mullingar, presso la stazione di Claremorris. Si unisce inoltre alla ferrovia Dublino-Sligo presso la stazione di Collooney.
Il servizio passeggeri tra Claremorris e Collooney è stato soppresso nel 1963, mentre quello tra Limerick e Claremorris è terminato nel 1976, sebbene i treni passeggeri hanno continuato a fornire servizio.
Nel 1988 iniziò un nuovo servizio ferroviario tra Limerick ed Ennis, attivo il martedì e il giovedì. Nel febbraio 1993 furono aggiunti treni il venerdì e il sabato, mentre nel maggio 1994 il servizio fu aumentato a tutti i giorni settimanali fuorché domenica e festivi. Nel dicembre 2003, i treni giornalieri per direzione sono saliti a sette, per salire a nove qualche anno dopo.
Nel 2005 sono iniziate le pianificazioni per riaprire tutto il Corridor. Nel settembre 2006 sono stati forniti i fondi da parte del governo irlandese per iniziare la fase1 e riaprire parte della ferrovia.

### Tempistica per la riapertura

#### Resoconto dell'Expert Working Group
Un gruppo capeggiato da Pat McCannè è stato incaricato di valutare costi e tempistica della riapertura. Sono state individuate quattro fasi.
- Fase 1: da Ennis ad Athenry: 58 km (74.7 milioni di €)
- Fase 2: da Athnery a Tuam: 25 km (34.7 milioni di €)
- Fase 3: da Tuam a Claremorris (in fase di studio per richiesta di treni merci): 27 km (58.9 milioni di €)
- Fase 4: da Collooney a Claremorris (in fase di studio per lo sviluppo economico delle zone interessate): 74.43 km (74.7 milioni di €)

## Percorso
|  |  | Unknown route-map component "exKDSTa" |

|  |  | Unknown route-map component "KBHFxa" |

|  |  | Unknown route-map component "eBHF" |

|  |  | Unknown route-map component "eABZgl" | Unknown route-map component "exCONTfq" |  |

|  |  | Unknown route-map component "xABZgl" | Unknown route-map component "STR+r" |  |

|  |  | Unknown route-map component "exSTR" | Station on track |  |

|  |  | Unknown route-map component "exSTR" | Unknown route-map component "xABZgl" | Unknown route-map component "CONTfq" |

|  |  | Unknown route-map component "exABZg+l" | Unknown route-map component "exSTRr" |  |

|  |  | Unknown route-map component "exBHF" |

|  |  | Unknown route-map component "exBHF" |

|  |  | Unknown route-map component "exHST" |

|  |  | Unknown route-map component "exBHF" |

|  |  | Unknown route-map component "exHST" |

|  |  | Unknown route-map component "exBHF" |

|  |  | Unknown route-map component "exBHF" |

|  |  | Unknown route-map component "exBHF" |

|  | Unknown route-map component "CONTgq" | Unknown route-map component "xABZg+r" |  |  |

|  |  | Station on track |

|  |  | Unknown route-map component "xABZgl" | Unknown route-map component "CONTfq" |  |

|  |  | Unknown route-map component "exBHF" |

|  |  | Unknown route-map component "exHST" |

|  |  | Unknown route-map component "exHST" |

|  |  | Unknown route-map component "exHST" |

|  |  | Unknown route-map component "exBHF" |

|  |  | Unknown route-map component "exHST" |

|  |  | Unknown route-map component "xABZg+l" | Unknown route-map component "CONTfq" |  |

|  |  | Station on track |

|  | Unknown route-map component "CONTgq" | Unknown route-map component "ABZgr" |  |  |

|  |  | Stop on track |

|  |  | Stop on track |

|  |  | Station on track |

|  |  | Unknown route-map component "eHST" |

|  |  | Unknown route-map component "eHST" |

| Unknown route-map component "exCONTgq" | Unknown route-map component "exSTR+r" | Straight track |  |  |

|  | Unknown route-map component "exKBHFe" | Station on track |  |  |

|  |  | Unknown route-map component "eBHF" |

|  |  | Unknown route-map component "eHST" |

|  |  | Unknown route-map component "eHST" |

|  |  | Station on track |

|  |  | Unknown route-map component "eHST" |

|  |  | Unknown route-map component "eBHF" |

|  |  | Unknown route-map component "hKRZWae" |

|  |  | Unknown route-map component "ABZg+l" | Unknown route-map component "CONTfq" |  |

|  |  | Unknown route-map component "ABZgl+xl" | Unknown route-map component "CONTfq" |  |

|  |  | End station |

## Traffico
I treni merci operavano regolarmente tra Limerick e Claremorris fino alla metà degli anni novanta del XX secolo. Tuttavia con la chiusura della fabbrica Asahi, vicino a Ballina, i servizi per treni merci a nord di Athenry cessarono nel 1997. I treni atti al trasporto di fertilizzanti da Foynes usarono la linea fino al 2000, mentre quelli del cemento fino al 2001. Nel 2002 la sezione tra Athenry e Claremorris fu recisa all'altezza del primo scalo durante la sostituzione della segnaletica sulla Galway-Mullingar. Dal 2006 è ripreso il trasporto di merci nella contea di Mayo.

## Discussioni sull'utilità del Corridor

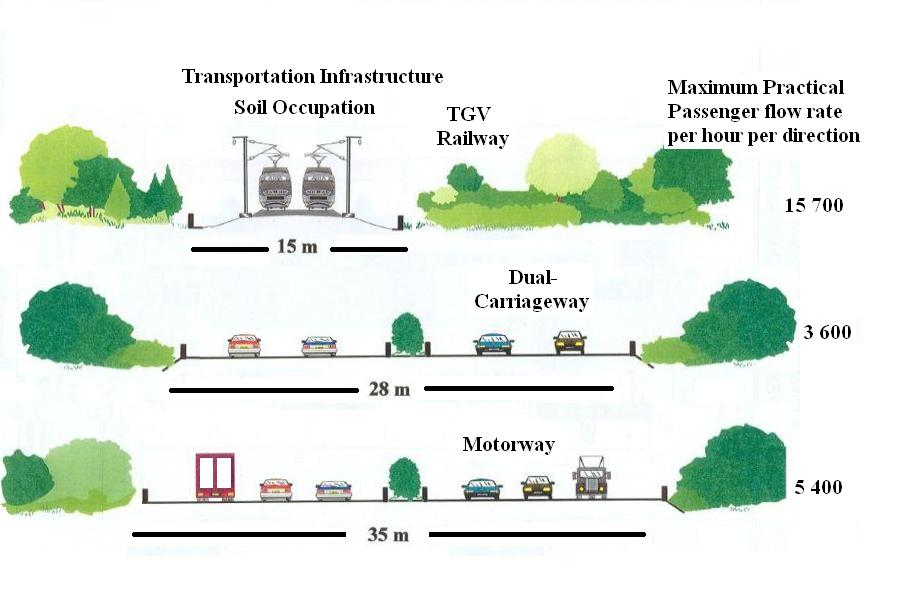
Nella parte sinistra dell'immagine è evidenziato il minor impatto ambientale della ferrovia, rispetto ad una strada, visto la minore larghezza che essa occuperebbe. A destra sono riportati i passeggeri potenziali per ora

### Sguardo generale
La riapertura del Western Railway Corridor ha sollevato il dibattito in Irlanda, portando ad opinioni contrastanti.

#### Opinioni favorevoli
Generalmente le tesi a favore vertono sull'idea che uno sviluppo economico della zona possa scaturire dalla presenza di un servizio ferroviario moderno ed efficace.
- Il Western Railway Corridor è stato sostenuto da tutti i principali partiti politici e da autorità delle contee interessate.
- Al caso è stata data una certa rilevanza da Op-ed dell'Irish Times, Sunday Indepent, Irish Independent. Un sondaggio della rete TG4 ha avuto esito favorevole al progetto, sostenuto anche dalla federazione alberghiera irlandese.
- Gli ecologisti sostengono fortemente il progetto visto che il traffico ferroviario potrebbe ridurre quello stradale, con conseguente riduzione del quantitativo di CO2.

#### Opinioni contrarie
Gli oppositori al WRC hanno come principale argomento a favore la bassa densità della popolazione nelle zone interessate e soprattutto il carattere disperso della popolazione stessa. Questo implica che per molti sia difficile raggiungere le stazioni, vista la lontananza, e che quindi pochi possano essere stimolato ad usufruire di un eventuale servizio ferroviario.
- Sempre sull'Irish times e sull'Irish Independent sono apparse lettere di opposizione, addirittura anche dall'associazione irlandese dei pendolari ferroviari.
- Il rapporto McCarthy, fatto redigere apposta per l'occasione, è contrario al progetto.
- I critici sostengono la sostanziale differenza della praticabilità del progetto tra il tratto meridionale e quello settentrionale. Il tratto nord, attorno a Sligo potrebbe danneggiare il turismo locale, che si basa molto sulla bellezza paesaggistica. Di conseguenza gli abitanti della zona sostengono a gran voce una linea greenway, piuttosto che una ferrovia, e il governo sembra indirizzato ad appoggiare questa ipotesi.

### Numero di passeggeri
Proprio il numero di potenziali passeggeri è uno dei principali punti di scontro. I sostenitori della tesi ritengono che saranno in numero sufficiente da compensare i costi di costruzione e mantenimento, mentre gli oppositori ritengono che il numero non sarà sufficiente e sarà necessario un sussidio per mantenere la ferrovia aperta.

### Benefici per la comunità
I presunti benefici sociali, che la ferrovia potrebbe portare, sono stati presentati come argomento a favore del progetto, anche perché potrebbero, a detta dei sostenitori, compensare una mancanza di profitto. Il punto principale è che potrebbe essere un importante fattore di sviluppo economico, oltre che di diminuzione del disagio sociale, in una zona sottosviluppata.
Gli oppositori ritengono che questi benefici sorgerebbero solo nel caso di una certa popolarità del servizio, a proposito della quale sono sostanzialmente pessimisti. A loro modo di vedere sarebbe meglio investire il denaro in altri progetti.